# Светлое (Старобельский район)
Светлое (укр. Світле) — село, относится к Старобельскому району Луганской области Украины.
Население по переписи 2001 года составляло 629 человек. Почтовый индекс — 92710. Телефонный код — 6461. Занимает площадь 1,224 км². Код КОАТУУ — 4425185001.

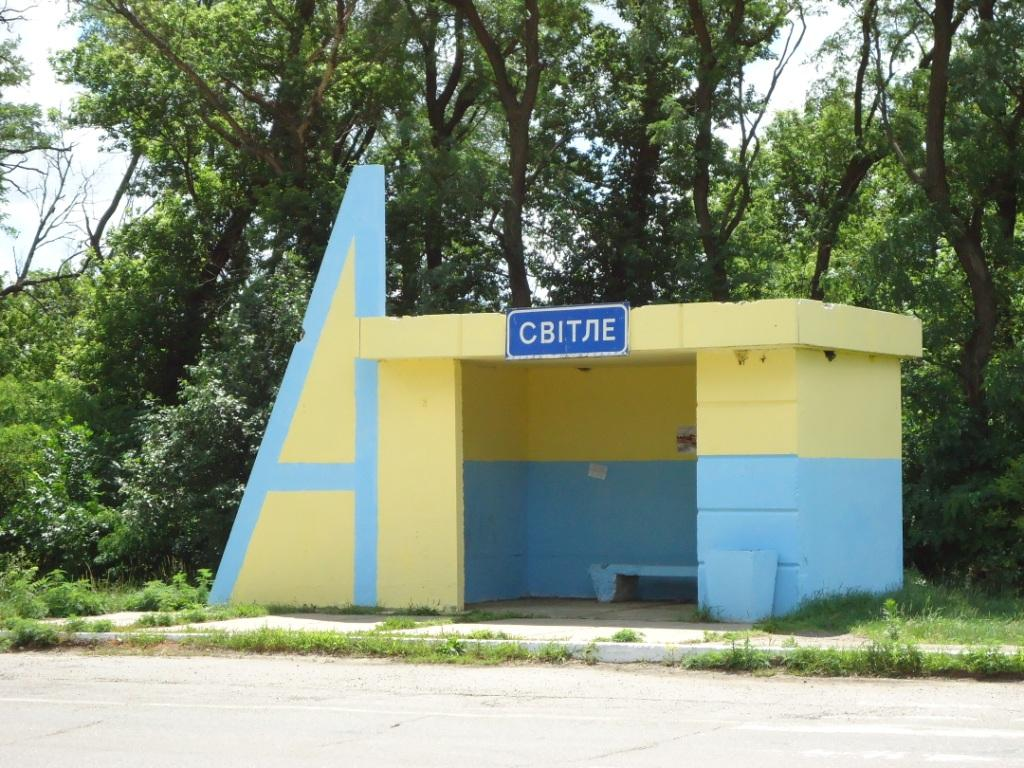
Автобусная остановка на дороге Луганск — Старобельск — Харьков
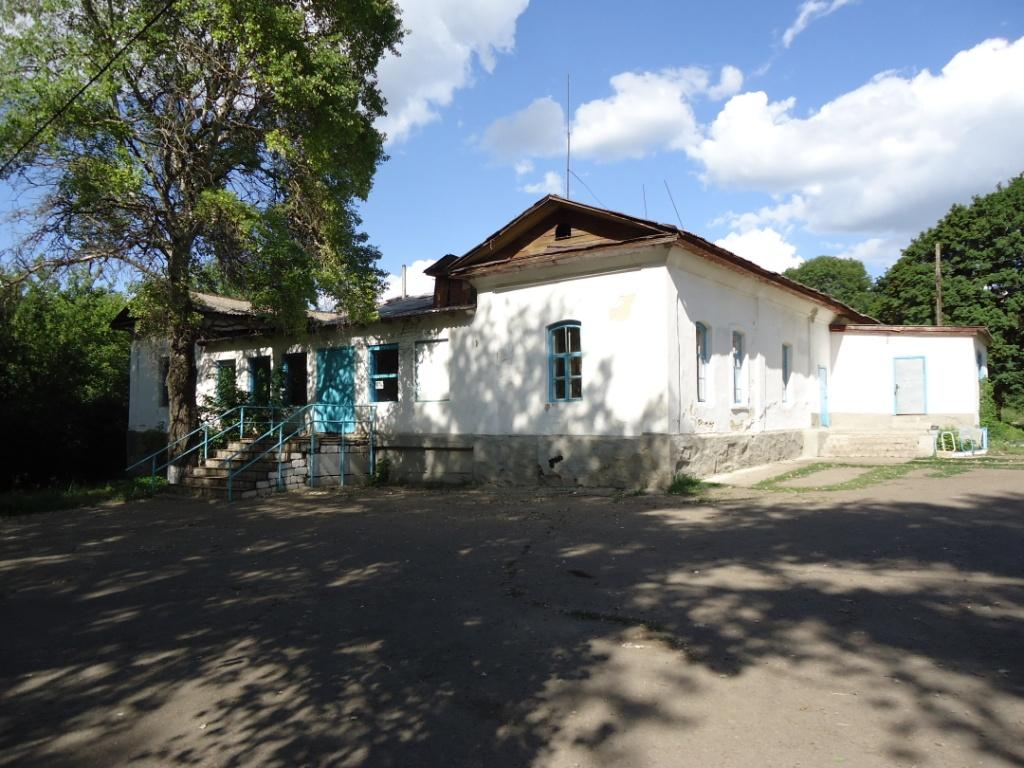
Клуб
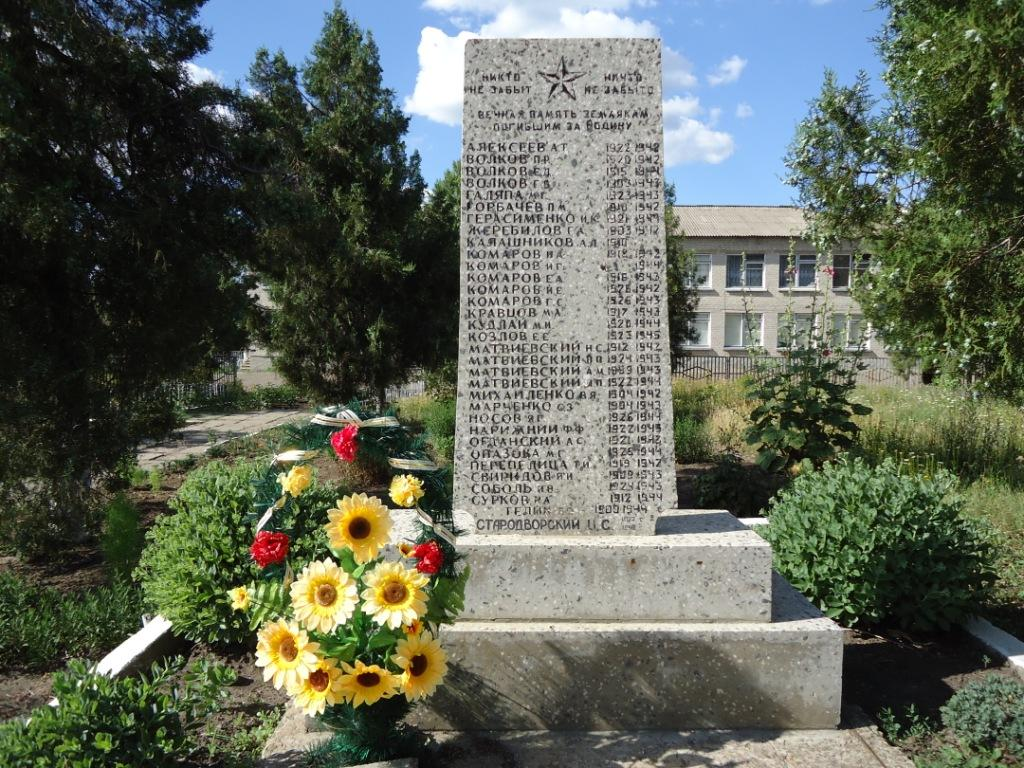
Памятник односельчанам, погибшим в Великой Отечественной войне
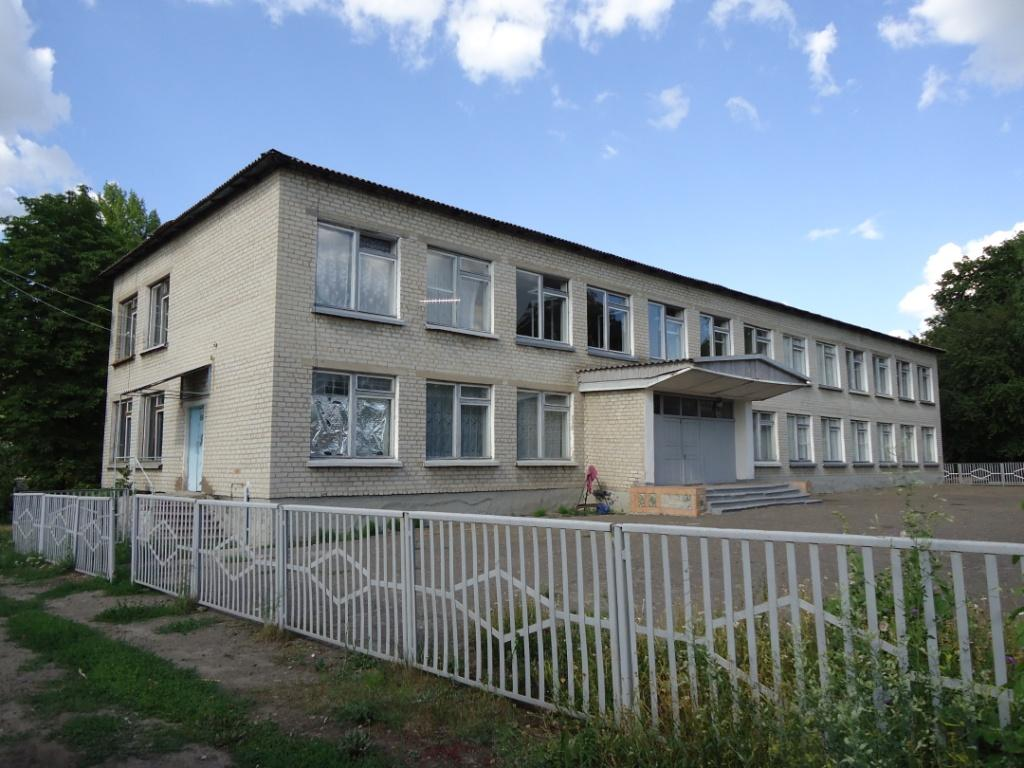
Школа

## Местный совет
92710, Луганська обл., Старобільський р-н, с. Світле, вул. Леніна, 1 (укр.)